# Тарчек
Тарчек (пол. Tarczek) — село в Польщі, у гміні Павлув Стараховицького повіту Свентокшиського воєводства.
Населення — 583 особи (2011).
У 1975-1998 роках село належало до Келецького воєводства.

## Демографія
Демографічна структура на день 31 березня 2011 року:
|          | Загалом | Допрацездатний вік | Працездатний вік | Постпрацездатний вік |
| -------- | ------- | ------------------ | ---------------- | -------------------- |
| Чоловіки | 292     | 72                 | 187              | 33                   |
| Жінки    | 291     | 62                 | 162              | 67                   |
| Разом    | 583     | 134                | 349              | 100                  |